# Баэс, Габриэль
Габриэль Алехандро Баэс Корралес (исп. Gabriel Alejandro Báez Corrales; род. 21 июля 1995, Буэнос-Айрес) — аргентинский футболист, защитник клуба «Насьональ».

## Клубная карьера
Баэс — воспитанник клуба «Ньюэллс Олд Бойз». 7 июня 2015 года в матче против «Бока Хуниорс» он дебютировал в аргентинской Примере. Летом 2017 года Баэс на правах аренды перешёл в мексиканский «Венадос». 22 июля в матче против «Минерос де Сакатекас» он дебютировал в Ассенсо MX. 21 октября в поединке против «Коррекаминос» Габриэль забил свой первый гол за «Венадос».
В 2021 году Баэс перешёл в уругвайский «Серро-Ларго». 10 февраля в матче против столичного «Ливерпуля» он дебютировал в уругвайской Примере. 13 февраля в поединке против «Монтевидео Уондерерс» Габриэль забил свой первый гол за «Серро-Ларго».
Летом 2021 года Баэс перешёл в парагвайский «Соль де Америка». 8 июля в матче против «Гуарани» он дебютировал в парагвайской Примере. Летом 2022 года в Баэс подписал контракт с «Серро Портеньо». 25 июля в матче против своего предыдущего клуба «Соль де Америка» он дебютировал за новую команду. 12 ноября в поединке против «Гвайреньи» Габриэль забил свой первый гол за «Серро Портеньо». Летом 2023 года Баэс перешёл в «Насьональ». 20 августа в матче против столичного «Ливерпуля» он дебютировал за новую команду. 11 ноября в поединке против «Пеньяроля» Габриэль забил свой первый гол за «Насьональ».